# Bellmawr
Bellmawr är en kommun av typen borough i Camden County i den amerikanska delstaten New Jerseys nordvästliga del. Kommundelen grundades 23 mars 1926 och dess namn inspirerades av Ernest C. Bell, som var ägare av traktens stuteri. Innan dess var Bellmawr en del av kommunen Centre Township.
Den breder sig ut över 8,05 kvadratkilometer (km2) stor yta och hade en folkmängd på 11 583 personer vid den nationella folkräkningen 2010.